# 토고 (기업)
주식회사 토고(일본어: 株式会社トーゴ, TOGO)는 일본에 존재했던 놀이기구 제조 기업이다. 후지큐 하이랜드의 〈후지야마〉, 엑스포랜드의 〈풍신뇌신 II〉 등을 제작했다.